# باد راگاتس
باد راگاتس (آلمانی: Bad Ragaz) یکی از بخش‌های سوئیس واقع در سرگان ارلان کانتون سنت گالن است. این منطقهٔ مسکونی دارای یک چشمه طبیعی مشهور و یک مکان محبوب آب‌گرم و استراحتگاه سلامت است.